# Llibre de Nahum

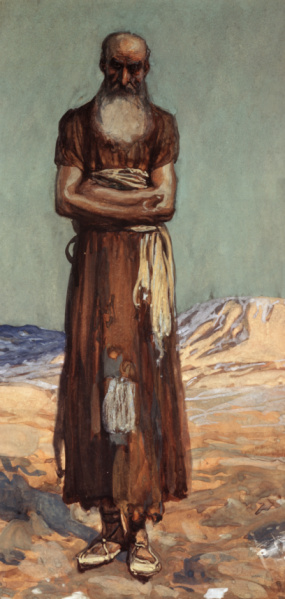
El Profeta Nahum

El llibre de Nahum pertany als escrits dels profetes menors de l'Antic Testament de la Bíblia.

## Autor
Nahum profetitzà cap a l'any 626 aC i l'única referència que tenim de la vida de Nahum és el lloc del seu naixement (Nahum 1, 1) on se'l anomena Nahum d'Elcoix (1, 1), és a dir, poble d'Elcos, situat, segon uns, a Galilea (Cafarnaüm), segon altres a Judea. No tan fundada és l'opinió que fos nascut a Alkosch, vila situada a prop de Mosul, on els nestorians veneren el seu sepulcre.

## Contingut
El llibre és un oracle contra Nínive, sembla que escrit abans del 612 aC, la data de la caiguda de la ciutat, quan el Regne de Judà, com diu el profeta, encara estava sota la dominació de l'imperi Assiri. El formen diversos grups de composicions poètiques, totes dirigides contra Assíria i la seva capital, Nínive. Nahum, autor de l'obra i probablement profeta "portaveu" del culte de Jerusalem i del rei Josies, profetitza la caiguda de Nínive, la capital dels principals enemics de Judà.
És una de les formes clàssiques i de les més antigues profecies de l'Orient Mitjà. L'objectiu era donar suport als esforços del rei pel renaixement i l'alliberament del país del jou dels assiris. L'enemic es descriu com l'enemic de Déu i, per tant, l'enemic de la creació i l'ordre. Encara que fins ara i durant molts anys aquest ha aixafat Israel, ara rep la seva recompensa, Déu el tracta com ell havia tractat als seus enemics. A vegades les paraules de Nahum són gairebé sàdiques i cruels.
El llibre ha estat entès de diverses maneres pels estudiosos. Uns diuen que és una litúrgia d'acció de gràcies recitada al Temple de Jerusalem. Altres diuen que és un text de contingut polític-religiós elaborat per un cercle polític de Jerusalem per exaltar la gent en contra de Nínive.
S'acostuma a dividir en tres parts: la primera és una promesa de la supervivència del Regne de Judà, la segona una amenaça contra els enemics acompanyada d'una motivació per anar contra Nínive i la tercera l'amenaça de la destrucció de Nínive posada en boca de Jahvè, on anuncia l'imminent ruïna de la ciutat assíria a causa dels seus crims. El llibre també parla d'un oracle de Nahum contra la ciutat egípcia de Tebes (que anomena No-Amon), capital de l'Alt Egipte, que va ser presa, encara que temporalment, pel rei assiri Assurbanipal.